# Diócesis de Malang
La diócesis de Malang (en latín: Dioecesis Malangen(sis) y en indonesio: Keuskupan Malang) es una circunscripción eclesiástica latina de la Iglesia católica en Indonesia, sufragánea de la arquidiócesis de Semarang. La diócesis tiene al obispo Henricus Pidyarto Gunawan, O.Carm. como su ordinario desde el 18 de marzo de 2017.

## Territorio y organización

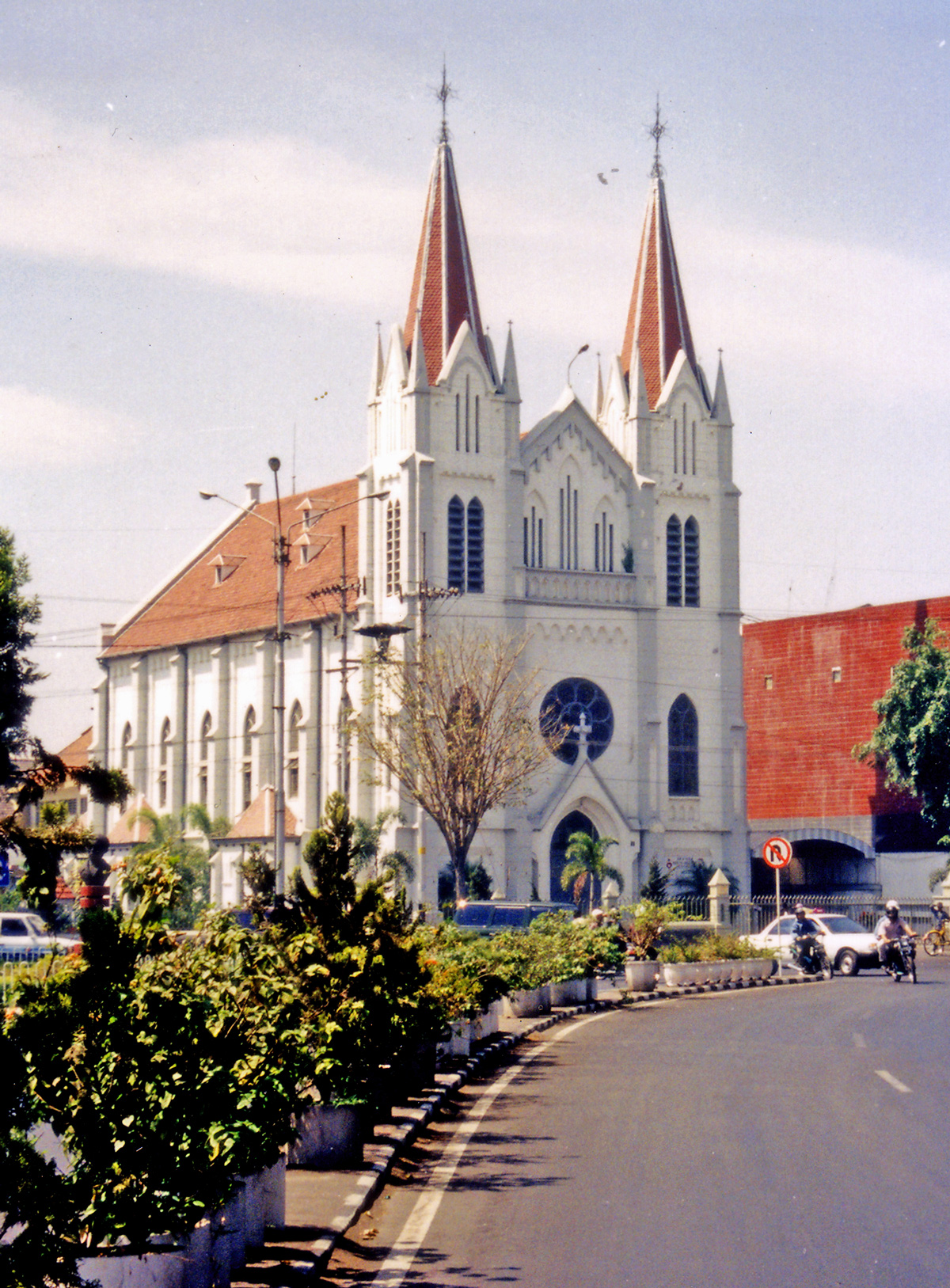
Iglesia del Sagrado Corazón de Jesús, Malang

La diócesis tiene 24 400 km² y extiende su jurisdicción sobre los fieles católicos de rito latino residentes en la provincia de Java Oriental en las regencias de Malang, Probolinggo, Lumajang, Jember, Banyuwangi, Bondowoso, Situbondo, Bangkalan, Sampang, Pamekasan, Sumenep, y los municipios de Malang, Batu, Pasuruan y Probolinggo.
La sede de la diócesis se encuentra en la ciudad de Malang, en donde se halla la Catedral de Nuestra Señora del Carmen.
En 2019 en la diócesis existían 30 parroquias.

## Historia
La prefectura apostólica de Malang fue erigida el 27 de abril de 1927 con el breve Nihil antiquius del papa Pío XI, obteniendo el territorio del vicariato apostólico de Batavia (hoy arquidiócesis de Yakarta).
El 15 de marzo de 1939 la prefectura apostólica fue elevada a vicariato apostólico con la bula De Malang del papa Pío XII.
El 3 de enero de 1961 el vicariato apostólico fue elevado a diócesis con la bula Quod Christus del papa Juan XXIII.

## Estadísticas
De acuerdo al Anuario Pontificio 2020 la diócesis tenía a fines de 2019 un total de 78 538 fieles bautizados.
| Año                                                                             | Población            | Población  | Población      | Sacerdotes | Sacerdotes    | Sacerdotes    | Bautizados por sacerdote | Diáconos permanentes | Religiosos | Religiosos | Parroquias |
| Año                                                                             | Bautizados católicos | Total      | % de católicos | Total      | Clero secular | Clero regular | Bautizados por sacerdote | Diáconos permanentes | Varones    | Mujeres    | Parroquias |
| ------------------------------------------------------------------------------- | -------------------- | ---------- | -------------- | ---------- | ------------- | ------------- | ------------------------ | -------------------- | ---------- | ---------- | ---------- |
| 1950                                                                            | 5035                 | 8 625 000  | 0.1            | 28         |               | 28            | 179                      |                      | 41         | 116        | 11         |
| 1969                                                                            | 26 814               | 10 350 000 | 0.3            | 59         | 1             | 58            | 454                      | 1                    | 129        | 320        | 24         |
| 1980                                                                            | 47 600               | 12 306 000 | 0.4            | 56         | 4             | 52            | 850                      |                      | 120        | 343        | 24         |
| 1990                                                                            | 65 872               | 15 001 033 | 0.4            | 94         | 13            | 81            | 700                      |                      | 256        | 495        | 25         |
| 1999                                                                            | 80 986               | 13 645 816 | 0.6            | 101        | 15            | 86            | 801                      |                      | 438        | 679        | 26         |
| 2000                                                                            | 82 832               | 14 328 160 | 0.6            | 98         | 18            | 80            | 845                      |                      | 357        | 601        | 27         |
| 2001                                                                            | 82 847               | 14 436 764 | 0.6            | 101        | 19            | 82            | 820                      |                      | 98         | 653        | 27         |
| 2002                                                                            | 86 093               | 14 508 947 | 0.6            | 128        | 24            | 104           | 672                      |                      | 338        | 337        | 28         |
| 2003                                                                            | 87 500               | 14 683 054 | 0.6            | 131        | 26            | 105           | 667                      |                      | 419        | 429        | 28         |
| 2004                                                                            | 88 255               | 14 829 884 | 0.6            | 142        | 25            | 117           | 621                      |                      | 422        | 441        | 28         |
| 2013                                                                            | 86 685               | 16 342 128 | 0.5            | 156        | 27            | 129           | 555                      |                      | 399        | 446        | 29         |
| 2016                                                                            | 82 494               | 16 498 709 | 0.5            | 163        | 33            | 130           | 506                      |                      | 542        | 633        | 30         |
| 2019                                                                            | 78 538               | 17 108 980 | 0.5            | 156        | 37            | 119           | 503                      |                      | 486        | 483        | 30         |
| Fuente: Catholic-Hierarchy, que a su vez toma los datos del Anuario Pontificio. |                      |            |                |            |               |               |                          |                      |            |            |            |

## Episcopologio
- Clemente van der Pas, O.Carm. † (19 de julio de 1927-1935 falleció)
- Antoine Everardo Giovanni Albers, O.Carm. † (28 de enero de 1935-1 de marzo de 1973 renunció)
- Francis Xavier Sudartanta Hadisumarta, O.Carm. † (1 de marzo de 1973-5 de mayo de 1988 nombrado obispo de Manokwari-Sorong)
- Herman Joseph Sahadat Pandoyoputro, O.Carm. † (15 de mayo de 1989-28 de junio de 2016 retirado)
- Henricus Pidyarto Gunawan, O.Carm., desde el 28 de junio de 2016